# Spánková apnoe
Syndrom spánkové apnoe (SSA) je závažná porucha spánku. Postižený člověk opakovaně přestává dýchat, v důsledku toho se probouzí (až 100krát za hodinu), což narušuje kvalitu spánku.
Syndrom spánkové apnoe je konkrétně definován jako pokles proudu vzduchu během spánku o 90 a více procent oproti předchozí úrovni, přičemž tento pokles trvá alespoň 10 sekund. Apnoe index (AI) určuje počet apnoí za hodinu spánku, čím vyšší apnoe index je, tím je porucha závažnější.
Neléčený syndrom spánkové apnoe zabraňuje efektivní léčbě řady interních chorob, zároveň vede ke zhoršení kognitivních funkcí, či dokonce k organickému postižení mozku. V našich podmínkách však bývá diagnóza spánkové apnoe stanovena pozdě.

## Druhy
Podle původu rozlišujeme 3 druhy:
- Obstrukční spánková apnoe (OSA) je způsobena překážkou v horních cestách dýchacích, při zástavě dechu přetrvávají pohyby hrudníku a břicha
- Centrální spánková apnoe (CSA) má příčinu v CNS; mozek nedává dostatečné signály dýchací soustavě; nejsou patrné pohyby hrudníku a břicha
- Smíšená apnoe je způsobena obstrukcí (překážkou) v horních cestách dýchacích, podobně jako apnoe obstrukční, liší se tím, že na začátku chybí dechové úsilí, to se projevuje až v průběhu apnoe[1]

## Příznaky
Pacienti si často tyto příznaky neuvědomují, neboť se zhoršují až postupem času. Mezi nejznačnější noční příznaky patří chrápání většinou hlasité a každodenní, a ranní bolest hlavy. Americká literatura navíc zmiňuje jako jeden ze základních symptomů SSA také erektilní dysfunkci. Uvádí se i časté noční buzení, neosvěžující spánek a ranní suchost v ústech. K denním symptomům řadíme nadměrnou denní spavost a únavu, problémy s pozorností, nedostatek energie, v některých případech mohou pacienti také upadat do mikrospánků a tím způsobit dopravní nehodu.

## Rizikové faktory
U pacientů se syndromem spánkové apnoe se často objevuje vysoký krevní tlak, který navíc urychluje kornatění tepen, proto jsou pacienti mnohem náchylnější k infarktu a cévní mozkové příhodě. Pacienty často trpí také obezitou, která má vliv na tvorbu inzulinu, což může vést k onemocnění cukrovky. K syndromu spánkové apnoe může mít pacient také genetické předpoklady. 
SSA může postihnout kohokoliv (ačkoliv SSA trpí 2krát více mužů než žen). U centrální spánkové apnoe hraje roli vysoký věk, onemocnění srdce a užívání opiátů.

## Léčba
Pokud má člověk příznaky, které odpovídají syndromu spánkové apnoe, měl by se poradit se svým praktickým lékařem. Ten následně může předepsat žádanku na některé z akreditovaných spánkových center], kde se léčbou syndromu zabývají. Léčba syndromu může přinést několik benefitů vedle zlepšení kvality života, odstranění chrápání a kvalitnějšího spánku, také podporuje hubnutí, více energie a také snižuje riziko infarktu. 

### Vyšetření
Diagnostika poruch dýchání ve spánku se určuje na základě polygrafického (PG) nebo polysomnografického (PSG) vyšetření. Limitovaná polygrafie monitoruje především kardiorespirační parametry, tedy srdeční frekvence, proud vzduchu před nosem a ústy, dýchací zvuky, dýchací pohyby břicha a hrudníku. Tyto parametry umožňují diagnostikovat poruchy dýchání ve spánku a určit její závažnost. Hlavní výhodou PG vyšetření je, že se dá provést i v domácím prostředí.
Noční polysomnografie je složitější a přesnější než PG, vyšetření PSG se proto provádí ve spánkové laboratoři. K monitorování spánku slouží samostatná místnost, vyšetření většinou probíhá během noci a z jiné místnosti (ovladovny) ho sleduje a řídí zaškolený personál. Využívají se elektrody a čidla na těle vyšetřovaného, z nich lze sesbírat tři základní parametry k rozlišení spánkových stádií, tedy záznam elektrické aktivity mozku (EEG), očních pohybů neboli elektrookulogram (EOG) a záznam elektrické aktivity svalů brady (EMG). Mezi další paramenty, jež lze získat pomocí vyšetření PSG, patří transkutánní oxymentrie, která hodnotí saturaci hemoglobinu kyslíkem, poloha trupu, respirační parametry a EKG, tedy záznam srdeční činnosti. Vyšetření je hodnoceno podle pravidel Americké asociace spánkové medicíny, hodnotí se délka spánku, latence (doba mezi podmětem a projevem) usnutí, počet apnoí/hypopnoí za hodinu (AHI), zastoupení jednotlivých fází a efektivita spánku. 

### Léčebné metody
Syndrom spánkové apnoe se dá léčit konzervativní nebo chirurgickou cestou, v některých případech je potřeba i chirurgický zákrok doplnit konzervativní léčbou. Mezi konzervativní léčbu řadíme redukci hmotnosti, úprava životosprávy, využívání přístroje s trvalým přetlakem v dýchacích cestách během spánku, tzv. CPAP (Continuous Positive Airway Pressure), farmakologickou intervenci, rozšíření jícnu, stimulaci svalů přispívající k dilataci hltanu. CPAP je nutné používat pravidelně, ideálně každou noc, aby byla léčba účinná. 
Chirurgická léčba se většinou nastoluje, pokud není vhodné využití CPAP, nebo pokud je jedinou léčebnou alternativou, nejčastěji se využívá u nádorů či vývojové vady. Zaměřuje se především na oblast prokázané překážky s cílem obnovení dýchacích cest. Takové chirurgické výkony se dají rozdělit do tří kategorií: Stomatochirurgické výkony, ORL výkony, Bariatrické výkony. 
Septoplastika patří mezi výkony ORL a jejím cílem je zlepšení nosní průchodnosti a zlepšení tolerance na CPAP, ačkoli tento zákrok nezajistí snížení AHI. Radiofrekvenční termoterapie je méně invazivní zákrok, který lze provádět i ambulantně, jedná se o odstranění měkkého patra pomocí laseru a taktéž se řadí mezi výkony ORL. Bariatrické výkony, jako je gastrický bypass, jsou založeny na odstranění tukové hmoty pacienta, zejména zmenšení tukové tkáně v okolí horních cest dýchacích, čímž dochází k remisi nebo alespoň zlepšení OSA.